# 新海航大厦
新海航大厦，是海南航空和海航集团总部。

## 历史
除海口總部外，北京、广州及紐約均設有海航大厦物業，新海航大厦完工于2008年，位于海口市美兰区国兴大道7号。大楼结构为地上31层、地下3层，建筑高度为138.45米。整体面向主干道——国兴大道。东侧为海南省政府大楼。在新海航大廈落成前，此前總部位於海秀路29号的海航发展大厦，現已拆除。

## 荣誉
2011年11月获得中国建设工程鲁班奖（国家优质工程）。

## 图集

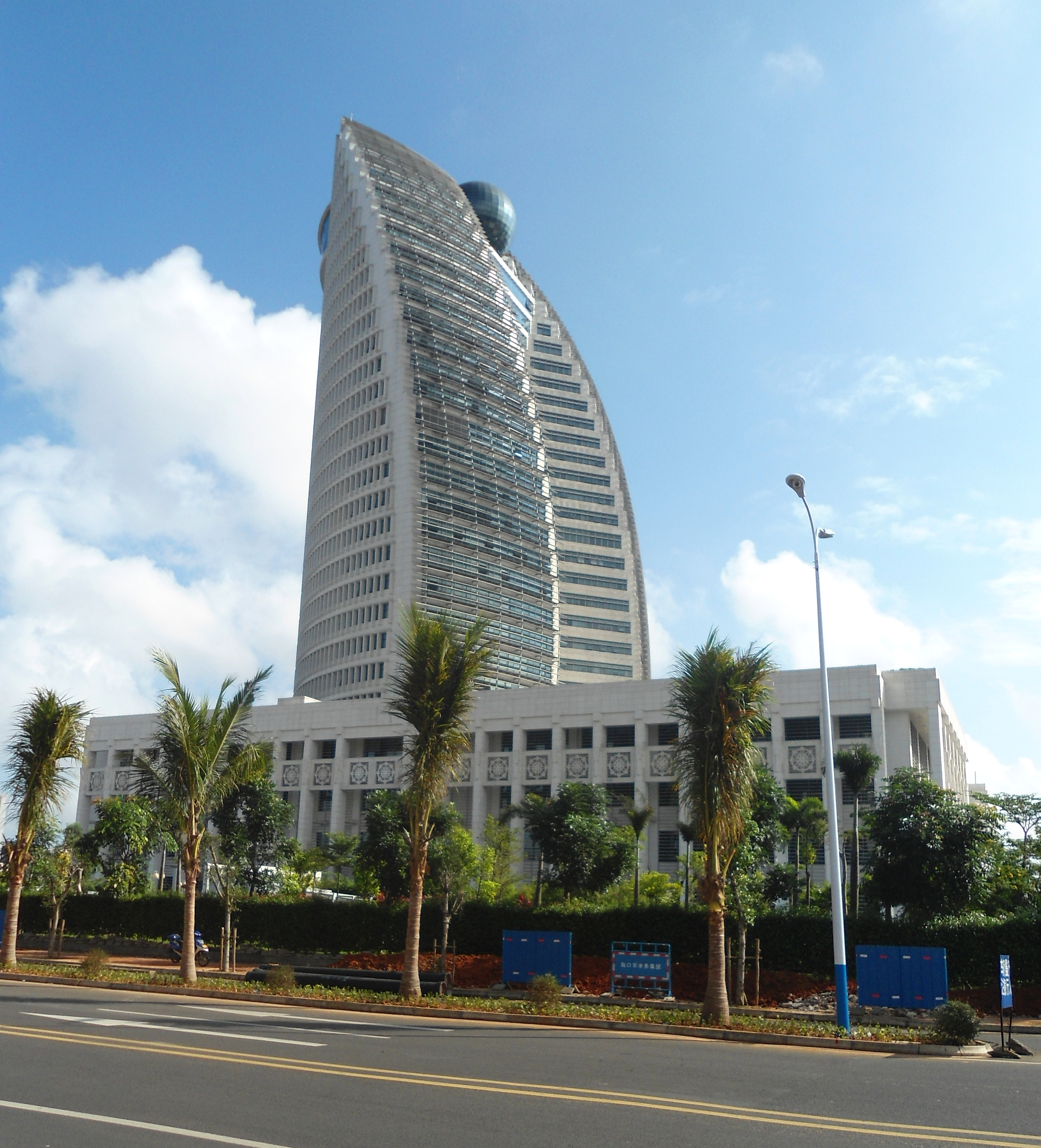
侧面
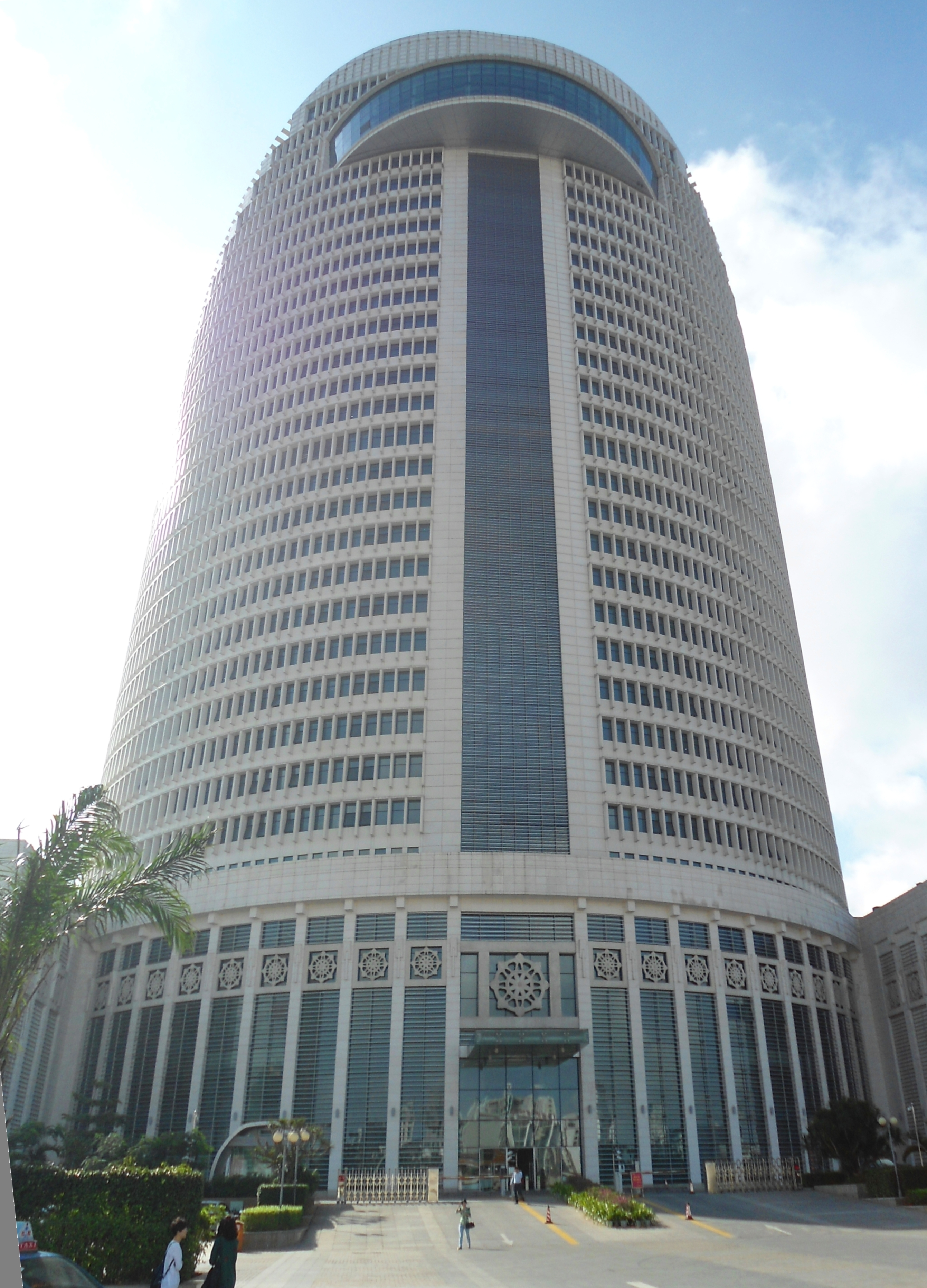
背面
- 夜景